# Messina Challenger 1987
Il Messina Challenger 1987 è stato un torneo di tennis facente parte della categoria ATP Challenger Series nell'ambito dell'ATP Challenger Series 1987. Il torneo si è giocato a Messina in Italia dal 5 all'11 ottobre 1987 su campi in terra rossa.

## Vincitori

### Singolare
Hans Schwaier ha battuto in finale  Markus Rackl con il punteggio di 6–3, 4–6, 6–4

### Doppio
Omar Camporese /  Diego Nargiso hanno battuto in finale  Dácio Campos /  Brett Dickinson con il punteggio di 6–4, 6–4